# التنين يذهب لمنزل الصيد
التنين يذهب لمنزل الصيد (بالإنجليزية: Dragon Goes House-Hunting)‏ هي سلسلة مانغا يابانية نشرت في ديسمبر 2016 تم جمعها في 7 تانكوبون وتم عمل مسلسل أنمي من إنتاج سيغنال.إم دي عرض في أبريل حتى يونيو 2021.